# Andrés Pacheco
Andrés Pacheco de Cárdenas (La Puebla de Montalbán, 5 de abril de 1550-Madrid, 7 de abril de 1626) fue un noble, prelado y teólogo español que ejerció como maestro del archiduque-cardenal Alberto de Austria y además fue obispo de Segovia (1587-1601), obispo de Cuenca (1601-1622), Inquisidor General de España (1622-1626) y Patriarca de las Indias Occidentales (1625-1626).

## Biografía
Nació en La Puebla de Montalbán (Toledo) el 5 de abril de 1550, siendo hijo de Alonso Pacheco y Téllez-Girón, señor de La Puebla de Montalbán, caballero de la Orden de Santiago y comendador de Medina de las Torres, y de Juana de Cárdenas, hija de Alonso de Cárdenas, primer conde de la Puebla del Maestre, y por todo ello sobrino de Pedro Pacheco Ladrón de Guevara, cardenal, Virrey de Nápoles y fundador del convento de la Concepción Francisca de La Puebla de Montalbán.
Estudió gramática, dialéctica, filosofía y teología en la Universidad de Alcalá, donde se graduó como doctor en teología. Fue designado por Felipe II de España como maestro para su sobrino Alberto de Austria, quien más tarde sería cardenal y soberano de los Países Bajos. Más tarde fue nombrado abad de San Vicente de la Sierra (dignidad de la catedral de Toledo) y de la catedral-magistral de Alcalá de Henares (1584-1587).
El 2 de diciembre de 1587 fue elegido obispo de Segovia, donde celebró un sínodo diocesano. A la muerte de Gaspar de Quiroga y Vela fue designado para la Archidiócesis de Toledo el archiduque Alberto de Austria, que tomó posesión de la misma el obispo Pacheco en 1595. El 13 de agosto de 1601 fue promovido obispo de Cuenca, diócesis en la que construyó el convento del Santo Ángel de la Guarda, que dotó para los Carmelitas Descalzos. Este convento, hoy desaparecido, estaba ubicado en la isla de Monpesler en el río Júcar y fue diseñado por fray Alberto de la Madre de Dios, arquitecto que dirigió los proyectos más importantes de la arquitectura conquense en esos primeros años del Barroco.
Renunció al obispado de Cuenca en 1622, y ese mismo año fue nombrado Inquisidor General de España, y tres años después Patriarca de las Indias Occidentales, cargos que ocupó hasta su muerte, ocurrida el 7 de abril de 1626, siendo sepultado en el convento que fundó.
| Predecesor: Francisco Ribera Obando | Obispo de Segovia 1587-1601                    | Sucesor: Maximiliano de Austria    |
| Predecesor: Pedro Portocarrero      | Obispo de Cuenca 1601-1622                     | Sucesor: Enrique Pimentel Zúñiga   |
| Predecesor: Luis de Aliaga          | Inquisidor General de España 1622-1626         | Sucesor: Antonio Zapata y Cisneros |
| Predecesor: Diego de Guzmán y Haro  | Patriarca de las Indias Occidentales 1625-1626 | Sucesor: Alfonso Pérez de Guzmán   |